# Meister der Würzburger Schlacht
Als Meister der Würzburger Schlacht wird ein Maler benannt, der um 1514 ein Schlachtengemälde gemalt hat. Der namentlich nicht bekannte Maler erhielt seinen Notnamen nach dieser Darstellung einer Landsknechtschlacht, die sich heute im Martin von Wagner Museum der Universität Würzburg befindet. Das in Öl auf Holz gemalte, 109 cm breite und 126 cm hohe Bild, gilt als ein herausragendes Werk der deutschen Renaissance.